# 精算小魔女
《精算小魔女》（韓語：세미와 매직큐브）是韓國電視動畫作品，於2018年播放。香港無綫電視翡翠台於2020年1月18日及2020年9月12日開始播放。中国大陆金鹰卡通以《数学魔法》为题于2020年11月开始播放。

## 故事
黑暗魔法被曾經的大數學術士擊敗並封印，裝有一切數學知識的聖杯也自此消失；後來，黑暗魔法師Z奪走卷軸並殺死了小半的父母；十年後，沉睡的扭計骰甦醒，數學魔法的校長命Y尋找即將成為大數學術士的孩子…

## 登場人物

### 主要人物
小半
配音：陳皓宜（港）
16歲的藍髮女生。原在一個五人家庭中生活，父母在其6歲時被Z殺死。然後在某日開始和Y一起行動，穿越時空學習魔術。於第二季得到更強的力量，被Y和黑石喜歡，喜歡Y，是唯一一個能從零之大混沌逃出的人，於未來成為大數學術士並和Z大戰
原型為EBSMath其中一位吉祥物-「세미」（Semi）。2014年，以初中補習老師的身份初次於官方網頁的影片登場。
Y
配音：曹啟謙（港）
數學魔法學校的老師。Z的天敵，年齡為18歲，在第一季開頭與X的對抗中被變為白虎，但可以用辣汁短暫變為人，喜歡小半，第一季結尾雖然已解除魔法，但因副作用關係，所以在第二季仍然處於白虎狀態，一直因為X的墮落而心感內疚
X
配音：麥皓豐（第一季）→李致林（第二季）（港）
數學魔法學校的校長之子，第一季、第二季前期主要反派，和Y一樣也是數學魔法學校的老師，因不服被Y打敗而被Z引誘並墮落，於第一季結尾改邪歸正但失憶，於第二季被小X誘導而再次墮落，後來悔改並為了擺脫Z而用零之大混沌而消失
小X
配音：謝潔貞（港）
X的分身，第一季、第二季的小反派，因為X想搶奪魔法魔方而誕生，於第一季結尾搶走暗黑卷軸，於第二季因解除暗黑卷軸而得到更強的力量並誘導X回歸，後期為了救X而與主角一行人短暫合作
洪高夏
配音：李安邦（港）
時間旅行者，來自一個與小半和Y所在的世界相似的世界，因為用叔叔的時間手錶穿越時空而與小半和Y相遇，因為被小半認同能力而加入主角一行人，是主角一行人中唯一一個沒有搏擊能力的人，在時間特務中被稱為浪子，是時月的師傅兼情人
黑石
配音：關令翹、陸惠玲（童年）（港）
朝鮮時代的獨孤派武士，因小半在他睡覺時給了他一張毛氈而喜歡上小半而加入主角一行人，稱小半為娘子，於第一季後期為了阻止X而被卷入無限之劍的世界，於第二季被小半等人從無限之劍的世界救出
時月
配音：凌晞（港）
代號時月999，在時間特務中被譽為最頂尖的時間特務，是洪高夏的徒弟兼情人，於第一季把魔法魔方和算盤分別托付給校長和Y的爺爺，於第二季為了保護洪高夏而加入主角一行人，後因要監視黑暗影子而短暫退出主角一行人，後回歸
校長
配音：張炳強（港）
X的父親，數學魔法學校的校長，保存起魔法魔方，深信小半能成為大數學術士，一直因為X的墮落而心感內疚

### 其他
Z
配音：李鎮然（港）
黑暗魔法師，終極反派，為了奪取暗黑卷軸而殺死小半的父母，為了奪取聖杯而利用X，於第一季結尾被X復活，後被小半封印，於第二季因小X解除暗黑卷軸而開始復活，後因消滅黑風女武神而完全復活，最後被小半再次封印
黑風女武神
配音：劉惠雲（港）
第二季後期主要反派，黑暗影子的首領，擁有更強大的黑魔法之力，於第二季後期為了令Z復活而登場並擄走X，後被Z消滅，令Z隨着她被消滅而完全復活
黑風女武神(過去)
配音：劉惠雲（港）
過去時空的黑風女武神，為了製造更多的黑暗影子而不斷抓走蓋達的同學，後用藍鑽石逃走而再無登場
小半的父親
配音：雷霆（港）
小半的母親
配音：林元春（港）
小半的大哥
配音：李致林（港）
小半的二哥
配音：李凱傑（港）
歐拉
配音：陳卓智（港）
法老
配音：陳灝瑋（港）

## 電視節目的變遷
| 香港 翡翠台 星期六 17:00－17:30節目 2020年11月21日17:40-17:55、臨時節目調動暫停播映第22集，並順延至11月28日補播 12月12日17:00-17:20 | 香港 翡翠台 星期六 17:00－17:30節目 2020年11月21日17:40-17:55、臨時節目調動暫停播映第22集，並順延至11月28日補播 12月12日17:00-17:20 | 香港 翡翠台 星期六 17:00－17:30節目 2020年11月21日17:40-17:55、臨時節目調動暫停播映第22集，並順延至11月28日補播 12月12日17:00-17:20 |
| --- | --- | --- |
| | 精算小魔女 （2020年1月18日－2020年4月11日）                                                                                         | |
| 冰鎮企鵝仔 | 喵星人看世界 儿童节目 | |
| 喵星人看世界 儿童节目 | 精算小魔女II （2020年9月12日－2020年12月12日）                                                                                      | 奇妙的動物之動物界的小可愛 （2020年12月19日－2021年3月21日） （星期六、日 17:00－17:30） 儿童节目                                   |